# Circondario di Gießen
Il circondario di Gießen è uno dei circondari dello stato tedesco dell'Assia.
Fa parte del distretto governativo di Gießen.

## Città e comuni
(Abitanti al 31 dicembre 2022)
| Comuni del circondario | Città 1. Allendorf (Lumda) (4 065) 2. Gießen (94 146) 3. Grünberg (13 930) 4. Hungen (13 073) 5. Laubach (9 801) 6. Lich (14 218) 7. Linden [Sede: Großen-Linden] (13 583) 8. Lollar (10 454) 9. Pohlheim [Sede: Watzenborn-Steinberg] (18 003) 10. Staufenberg (8 551) | Comuni 1. Biebertal [Sede: Rodheim-Bieber] (10 070) 2. Buseck [Sede: Großen-Buseck] (13 246) 3. Fernwald [Sede: Steinbach] (7 150) 4. Heuchelheim (8 052) 5. Langgöns [Sede: Lang-Göns] (11 813) 6. Rabenau [Sede: Londorf] (5 154) 7. Reiskirchen (10 527) 8. Wettenberg [Sede: Krofdorf-Gleiberg] (12 828) |